# Христо Стефанов (Котори)
Вижте пояснителната страница за други личности с името Христо Стефанов.
Христо Стефанов е български просветен деец, общественик и революционер, деец на Вътрешната македоно-одринска революционна организация.

## Биография
Роден е в леринското село Долно или Горно Котори, тогава в Османската империя, днес в Гърция.
През 1915 година заедно със съпругата си Кръста и сина си Павел се установява в Сиракюз, щата Ню Йорк, САЩ, където е сред учредителите на МПО „Независима Македония“.